# Малов, Андрей Евграфович
Андре́й Евгра́фович Мало́в (1815—1899) — протоиерей, имеющий митру и орден Святой Анны 1-й степени, первый настоятель Ташкентского военного Спасо-Преображенского собора.

## Биография
Родился в 1815 году в Самарской губернии в семье священника. В 1839 году он был рукоположён в священники и назначен в церковь села «Бережные Челны». До 1856 года он служил в России, в 1856 году был назначен настоятелем Рязанской церкви в форт Перовский в Туркестан.

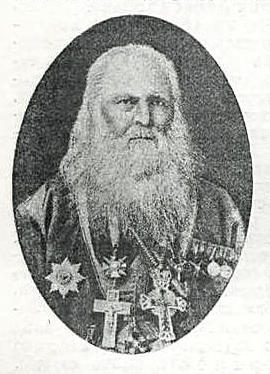
Андрей Малов
(фото из «ВЭС»)

Участник похода генерала М. Г. Черняева в мае—июне 1865 года на Ташкент. Во время штурма Ташкента священник А. Е. Малов был в числе первых воинов, взобравшихся на стены укрепления города у Камаланских ворот города, за что получил «Георгиевский» наперсный крест. Вот что писал об этом Д. Н. Логофет:

Выбить из закрытий неприятельских стрелков было крайне трудно, так как выход из цитадели подвергался жестокому обстрелу, но, по счастью, среди русских оказался сильный духом военный священник протоиерей Малов. Видя, что нужен пример, чтобы подвинуть людей на выполнение опасного предприятия, он высоко поднял крест и с криком: «Братцы, за мной!» — выбежал за ворота, а за ним последовали стрелки, быстро перебежав опасное место и переколов штыками всех засевших в садах и ближайших зданиях кокандцев. И не только в этом случае, но и в течение всего штурма выделялся своим беззаветным мужеством старый протоиерей. Красивый старик, с совершенно серебряными волосами и бородой, о. Малов разделял с войсками все труды походной жизни, всегда личным примером воодушевляя в трудные минуты горячо любивших его солдат.
В 1870 году отказался от епископского сана. Его зять — муж единственной дочери Елизаветы (1841—1927) — штабс-капитан Лев Ефимович Коржев погиб при первом штурме Ташкента в октябре 1864 году и был похоронен в числе других русских воинов в братской могиле в Ташкенте. Павшие при штурме Ташкента в июне 1865 года воины были похоронены у Камаланских ворот городской стены Ташкента. Позднее здесь была воздвигнута часовня в память павших воинов:

«… по ходатайству лиц, участвующих во взятии Ташкента, … Генерал-Губернатор разрешил сооружение памятника над могилою павших воинов на геройском штурме этого города, для чего предоставил им избрать из своей среды распорядительный комитетъ и открыть подписку в пределах Туркестанского края. В силу этого разрешения, участниками взятия Ташкента избран распорядительный комитет из председателя — протоиерея Малова…»
При непосредственном участии А. Е. Малова осуществлялась постройка Военного собора с Ташкенте, первым настоятелем которого и стал священник Малов.
После смерти Андрея Ефграфовича Малова, последовавшей 3 апреля 1899 года, он был похоронен у северной стены левого придела Ташкентского военного Спасо-Преображенского собора.